# Morti nel 1985/Marzo
| Questa pagina contiene informazioni ricavate automaticamente dalle voci biografiche con l'ausilio del template Bio e di un bot. L'aggiornamento è periodico e automatico e ricostruisce completamente la pagina. Se manca una persona in questa lista, sei pregato di non aggiungerla, ma accertati piuttosto che la sua voce biografica contenga il template Bio e che i dati anagrafici siano correttamente compilati. Se il template Bio manca, inseriscilo tu stesso o, in alternativa, metti l'avviso {{tmp\|Bio}} che ne segnala la mancanza. Se i dati riportati sono sbagliati, correggi direttamente la voce biografica; le modifiche saranno visibili in questa lista entro pochi giorni. Per chiarimenti vedi il progetto biografie. La lista contiene solo le 92 persone che sono citate nell'enciclopedia e per le quali è stato implementato correttamente il template Bio. Pagina aggiornata al 3 mar 2024. |

- 1º marzo - Charlotte Delbo, poetessa e drammaturga francese (n. 1913)
- 1º marzo - Bob Parsons, cestista statunitense (n. 1915)
- 2 marzo - William Stringfellow, teologo, avvocato e attivista statunitense (n. 1928)
- 2 marzo - Omer Huyse, ciclista su strada belga (n. 1898)
- 2 marzo - John Brendan Kelly Jr., canottiere e imprenditore statunitense (n. 1927)
- 2 marzo - Daniele Mattalia, critico letterario e politico italiano (n. 1906)
- 2 marzo - Julie Vlasto, tennista francese (n. 1903)
- 3 marzo - Kyril Bonfiglioli, scrittore inglese (n. 1928)
- 3 marzo - Sarah Gibson Blanding, docente statunitense (n. 1898)
- 3 marzo - Connie Gilchrist, attrice statunitense (n. 1901)
- 3 marzo - Baldovino de Ligne, principe belga (n. 1918)
- 3 marzo - Iosif Samuilovič Šklovskij, astrofisico sovietico (n. 1916)
- 4 marzo - Aurelio Baruzzi, militare italiano (n. 1897)
- 4 marzo - Francesco Cosentino, politico italiano (n. 1922)
- 4 marzo - Sverre Strandli, martellista norvegese (n. 1925)
- 5 marzo - Umberto Ilariuzzi, partigiano e sindacalista italiano (n. 1908)
- 5 marzo - Thomas Little, scenografo statunitense (n. 1886)
- 5 marzo - Umberto Pasquale, religioso e letterato italiano (n. 1906)
- 5 marzo - Oskar Ritter, calciatore tedesco (n. 1901)
- 5 marzo - Cyril Stiles, canottiere neozelandese (n. 1904)
- 6 marzo - Hans Brunke, calciatore tedesco (n. 1904)
- 6 marzo - Sebastian Huber, bobbista tedesco (n. 1901)
- 6 marzo - Gino Sarfatti, designer e imprenditore italiano (n. 1912)
- 6 marzo - Italo de Feo, scrittore, critico letterario e saggista italiano (n. 1912)
- 7 marzo - Emidio Vittori, bibliotecario e poeta italiano (n. 1924)
- 8 marzo - Edward Andrews, attore statunitense (n. 1914)
- 8 marzo - Gladys Egan, attrice statunitense (n. 1900)
- 8 marzo - Reuben Goodstein, matematico britannico (n. 1912)
- 8 marzo - Gianni Granzotto, giornalista, dirigente pubblico e scrittore italiano (n. 1914)
- 8 marzo - Kim Yong-sik, allenatore di calcio e calciatore sudcoreano (n. 1910)
- 8 marzo - Runor Sandström, pallanuotista svedese (n. 1909)
- 8 marzo - Victor Wolfgang von Hagen, esploratore, storico e archeologo statunitense (n. 1908)
- 9 marzo - Harry Catterick, allenatore di calcio e calciatore inglese (n. 1919)
- 9 marzo - Ferdinando Dal Pont, calciatore e allenatore di calcio italiano (n. 1911)
- 9 marzo - Roberto Ducci, diplomatico, scrittore e giornalista italiano (n. 1914)
- 10 marzo - Konstantin Ustinovič Černenko, politico sovietico (n. 1911)
- 10 marzo - Luigi Chiodi, allenatore di calcio e calciatore italiano (n. 1919)
- 10 marzo - Angelo Raffaele Jervolino, politico italiano (n. 1890)
- 10 marzo - Cornelis Bernardus van Niel, microbiologo olandese (n. 1897)
- 10 marzo - Israel Regardie, scrittore britannico (n. 1907)
- 11 marzo - Helmut Hudel, ufficiale tedesco (n. 1915)
- 12 marzo - Lodovico De Filippis, calciatore e allenatore di calcio italiano (n. 1915)
- 12 marzo - Eugene Ormandy, direttore d'orchestra e violinista ungherese (n. 1899)
- 13 marzo - Elmer Austin Benson, politico statunitense (n. 1895)
- 13 marzo - Sergio Cosmai, giurista italiano (n. 1949)
- 13 marzo - Annette Hanshaw, cantante statunitense (n. 1901)
- 14 marzo - Franco Mercuri, sceneggiatore italiano (n. 1930)
- 14 marzo - Luigi Perdisa, editore italiano (n. 1906)
- 15 marzo - Hans Eckstein, pallanuotista tedesco (n. 1908)
- 15 marzo - Július Jakoby, pittore slovacco (n. 1903)
- 15 marzo - František Pelcner, calciatore cecoslovacco (n. 1909)
- 16 marzo - Roger Sessions, compositore e critico musicale statunitense (n. 1896)
- 16 marzo - Eddie Shore, hockeista su ghiaccio, allenatore di hockey su ghiaccio e dirigente sportivo canadese (n. 1902)
- 18 marzo - Myrtle Cook, velocista canadese (n. 1902)
- 19 marzo - Gioacchino Pasqualini, violinista italiano (n. 1902)
- 20 marzo - Victor Capesius, farmacista e ufficiale tedesco (n. 1907)
- 20 marzo - Pierre Marcel Lemoigne, ingegnere e aviatore francese (n. 1898)
- 21 marzo - Nino Maioli, compositore, pianista e direttore d'orchestra italiano (n. 1907)
- 21 marzo - Michael Redgrave, attore britannico (n. 1908)
- 23 marzo - Richard Beeching, fisico e ingegnere britannico (n. 1913)
- 23 marzo - Patricia Roberts Harris, politica e diplomatica statunitense (n. 1924)
- 23 marzo - Šazam Safin, lottatore sovietico (n. 1932)
- 23 marzo - Zoot Sims, sassofonista statunitense (n. 1925)
- 23 marzo - Umberto Soldati, calciatore italiano (n. 1900)
- 24 marzo - Dick Kinney, sceneggiatore e fumettista statunitense (n. 1917)
- 24 marzo - George London, basso-baritono canadese (n. 1920)
- 24 marzo - José Luis Munguía, calciatore salvadoregno (n. 1959)
- 24 marzo - Francesco Olivucci, pittore e incisore italiano (n. 1899)
- 24 marzo - Raoul Ubac, fotografo, pittore e incisore belga (n. 1910)
- 25 marzo - John Langdon, cestista statunitense (n. 1923)
- 25 marzo - Dino Luigi Romoli, vescovo cattolico italiano (n. 1900)
- 25 marzo - Zvee Scooler, attore ucraino (n. 1899)
- 25 marzo - Mario Vinciguerra, batterista e compositore italiano (n. 1909)
- 26 marzo - Romolo Catasta, canottiere italiano (n. 1923)
- 26 marzo - Žarko Jovanović, musicista e compositore serbo (n. 1925)
- 27 marzo - Pierino Baffi, ciclista su strada italiano (n. 1930)
- 27 marzo - Hugh Farquharson, hockeista su ghiaccio canadese (n. 1911)
- 27 marzo - Ezio Tarantelli, economista italiano (n. 1941)
- 28 marzo - Marc Chagall, pittore russo (n. 1887)
- 28 marzo - Henry Hansen, ciclista su strada danese (n. 1902)
- 28 marzo - Fernando Melani, pittore e scultore italiano (n. 1907)
- 28 marzo - Marcus Nikkanen, pattinatore artistico su ghiaccio finlandese (n. 1904)
- 28 marzo - Odie Spears, cestista statunitense (n. 1924)
- 28 marzo - Gerhard Stöck, giavellottista e pesista tedesco (n. 1911)
- 29 marzo - Roald Amundsen, calciatore norvegese (n. 1913)
- 29 marzo - Sœur Sourire, religiosa e cantante belga (n. 1933)
- 30 marzo - Yaeko Nogami, scrittrice giapponese (n. 1885)
- 30 marzo - Kenkichi Oshima, triplista giapponese (n. 1908)
- 31 marzo - Pietro Allori, presbitero e compositore italiano (n. 1925)
- 31 marzo - Erik Burman, hockeista su ghiaccio svedese (n. 1897)
- 31 marzo - Augusto Frassineti, scrittore e traduttore italiano
- 31 marzo - Alexandre Rignault, attore francese (n. 1901)